# Anton Kliman
Anton Kliman, né le 9 juin 1967 à Pula, est un homme politique croate membre du Union démocratique croate (HDZ).
Il est ministre du Tourisme entre le 22 janvier et le 19 octobre 2016.